# The Big Money
The Big Money è un brano dei Rush, pubblicato dall'etichetta discografica Mercury Records nel 1985 come primo singolo estratto dall'album Power Windows. Il brano appare su numerose compilation del gruppo come Retrospective II e The Spirit of Radio: Greatest Hits 1974-1987 e è stato suonato dal vivo in molti tour. La facciata B del singolo include una versione dal vivo inedita di Red Sector A.

## Il disco
Il singolo si posiziona alla posizione 45 nelle classifiche statunitensi nel novembre 1985.
The Big Money
Il titolo del brano è preso dal romanzo omonimo di John Dos Passos, che fa parte della sua Trilogia USA. I Rush si erano già ispirati a Dos Passos in precedenza nel brano The Camera Eye, tratto dall'album Moving Pictures.
Il testo di Neil Peart è una riflessione sul potere dei grandi capitali e sul peso del commercio nella moderna economia globale.
Il videoclip del brano, diretto da Rob Quartly e prodotto da Allan Weinrib (fratello di Geddy Lee), è realizzato con la computer grafica come il video di Money for Nothing dei Dire Straits. Nel video si vede il gruppo che si muove su un tabellone gigante del Monopoly con la scritta "Big Money" in mezzo.
The Big Money è stata inclusa nelle scalette del Power Windows Tour, dell'Hold Your Fire Tour (come documentato nel live A Show of Hands), del Roll the Bones Tour, del Test for Echo Tour, del Vapor Trails Tour (come documentato nel live Rush in Rio) e del Clockwork Angels Tour (come documentato nel live omonimo).
Red Sector A
Versione live del brano tratto da Grace Under Pressure del 1984, registrata presso il Maple Leaf Gardens di Toronto il 21 settembre 1984. La stessa versione dal vivo del brano verrà poi pubblicata nel 1985 nel videoconcerto Grace Under Pressure Tour.
Il testo è un resoconto di uno sconosciuto prigioniero di un non meglio identificato campo di prigionia. Peart ha dichiarato di aver voluto deliberatamente evocare i campi di concentramento nazisti, ispirandosi ai racconti sull'olocausto della madre di Geddy Lee. Nel testo viene evidenziato il timore degli internati di esser gli ultimi sopravvissuti. Il titolo richiama il nome di un'area di lancio nel John F. Kennedy Space Center della NASA, nel quale il gruppo assistette al primo lancio dello Space Shuttle Columbia il 12 aprile 1981.
Brano molto amato dal pubblico, caratterizzato dal suono della batteria elettronica e delle tastiere, è stato incluso nella set-list di molti tour, a partire dal Grace Under Pressure Tour del 1984 e con la sola esclusione dei tour di Presto, Roll the Bones, Counterparts, Snakes & Arrows e il Time Machine Tour.
Ulteriori versioni live sono presenti in A Show of Hands, Rush in Rio, Clockwork Angels Tour.

## Tracce
Il singolo pubblicato per il mercato statunitense contiene le seguenti tracce:
1. The Big Money - 5:35 (Lee, Lifeson, Peart)
2. Red Sector A (Live) - 5:25 (Lee, Lifeson, Peart) (lato B)

## Formazione
- Geddy Lee - basso elettrico, voce, tastiere, bass pedals
- Alex Lifeson - chitarra elettrica ed acustica
- Neil Peart - batteria e percussioni acustiche ed elettroniche

## Cover
Red Sector A è stata reinterpretata:
- da Hubi Meisel nel 2002 nell'album Cut.
- dagli Steel Assassin nell'album WWII - Metal of Honor del 2012.